# Bologna San Ruffillo
Bologna San Ruffillo (wł: Stazione di Bologna San Ruffillo) – stacja kolejowa w Bolonii, w regionie Emilia-Romania, we Włoszech. Znajdują się tu 2 perony. Znajduje się na linii kolejowej Bolonia-Florencja.